# Chiesa di San Paternian
La chiesa di San Paternian (dizione veneziana per San Paterniano) era un edificio religioso della città di Venezia situato nel sestiere di San Marco.

## Storia
La chiesa, fatta erigere (secondo la leggenda) dalla famiglia Muazzo, occupava parte dell'area dell'odierno campo Manin, allora di dimensioni più contenute, con un pozzo al centro e denominato campo San Paternian.
La chiesa fu fondata nel sec. X e fu incendiata nel 976, nel 1105 e nel 1168; è presente anche nella pianta del 1346 di Fra' Paolino Minorita, la più antica mappa conosciuta della città e presente nella Chronologia Magna ab origine mundi conservata alla Biblioteca Nazionale Marciana. Presentava una struttura di stile romanico, disegni e foto d'epoca mostrano una facciata piuttosto essenziale, priva di particolari decorazioni.

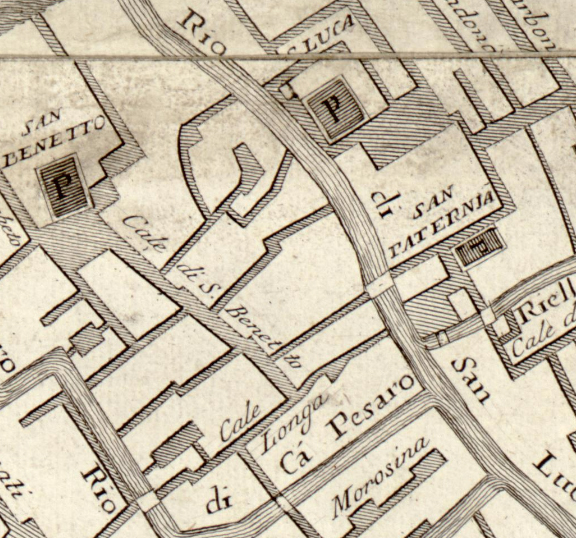
La posizione della chiesa di San Paternian all'estremità orientale di quello che con le ristrutturazioni ottocentesche diverrà Campo Manin.

La chiesa di San Paternian venne soppressa nel 1810 a seguito dei decreti napoleonici e trasformata in magazzino.
Il campanile di San Paternian era un unico nel suo genere a Venezia: all’esterno aveva una forma pentagonale, all’interno aveva una camera rotonda su modello dei campanili ravennati e due bifore per ogni lato nella cella campanaria. 
Il campanile, eretto nel 999, fu demolito nel 1871 per far posto al monumento a Daniele Manin.
Durante la sua demolizione furono rinvenuti mattoni con marche romane, rilievi bizantini e una croce in marmo greco, ornata a girali.

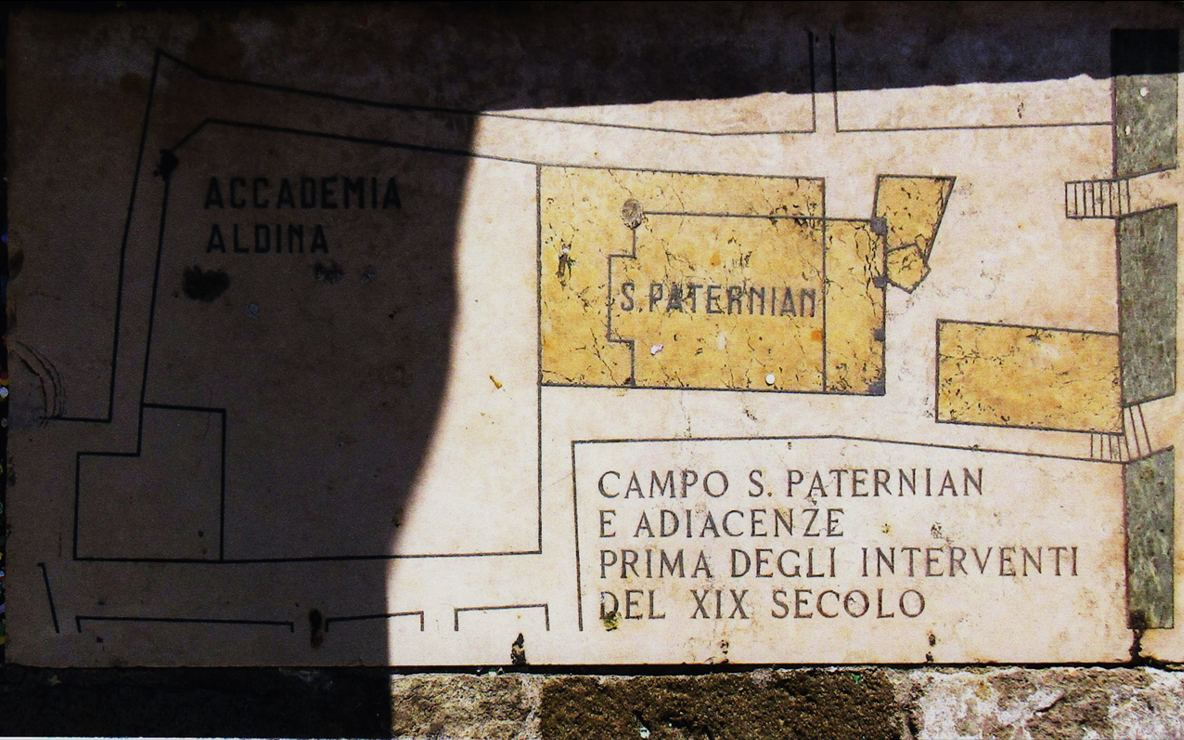

Nel terzo quarto del XIX secolo il campo San Paternian venne ampliato e ristrutturato per ospitare il monumento a Daniele Manin, che diede il nuovo nome al campo. Ne furono riedificati gli edifici di contorno, compreso quello destinato a diventare sede bancaria (poi sostituito nella seconda metà XX secolo dall'attuale palazzo Nervi-Scattolin). 
In quell'occasione fu eliminato il pozzo, mentre l'antico campanile e la chiesa di San Paternian, già trasformata in magazzino, tipografia, officina fabbrile, vennero demoliti.